# Ze huilt maar ze lacht
Ze huilt maar ze lacht is een Nederlandstalig lied van zangeres Maan uit 2019. 

## Algemeen
Het nummer werd op 13 december 2019 uitgebracht en behaalde diverse hitlijsten. Op 10 januari 2020 werd een bijbehorende videoclip uitgebracht.
Het nummer bereikte in de Nederlandse Top 40 de derde plek, in de Nederlandse Single Top 100 de vijfde plek en in de Nederlandse Mega Top 30 de negentiende plek. In de Vlaamse Ultratop 50 werd alleen een plaats in de tipparade behaald. Tijdens de eerste week dat het nummer uitgebracht was, was het de Alarmschijf bij Qmusic.
Het nummer staat tevens op Maan haar debuutalbum genaamd Onverstaanbaar, deze werd op 31 januari 2020 uitgebracht.

## Betekenis
Maan lichtte de liedtekst in Top 2000 à Go-Go (28 december 2023) vanuit het Concertgebouw toe. Het lied is, alhoewel in de derde persoon (ze) geschreven, deels autobiografisch in die zin dat ze zich bewust werd van het gevoel dat zij zich (net als anderen) bijvoorbeeld op social media  beter voordeed dan dat ze zich in werkelijkheid voelde (“Altijd oke en ze lult met ze mee”). Ze gebruikt daarvoor de metafoor dat ze lopend door de stad van haarzelf een spiegelbeeld ziet, maar zichzelf niet herkend (“En ze weet wie het is, maar ze wil haar niet zijn, En ze gaat door met de schijn”).  

## Hitnoteringen

### Nederlandse Top 40
| Hitnotering: 28-12-2019 t/m 18-04-2020 | Hitnotering: 28-12-2019 t/m 18-04-2020 | Hitnotering: 28-12-2019 t/m 18-04-2020 | Hitnotering: 28-12-2019 t/m 18-04-2020 | Hitnotering: 28-12-2019 t/m 18-04-2020 | Hitnotering: 28-12-2019 t/m 18-04-2020 | Hitnotering: 28-12-2019 t/m 18-04-2020 | Hitnotering: 28-12-2019 t/m 18-04-2020 | Hitnotering: 28-12-2019 t/m 18-04-2020 | Hitnotering: 28-12-2019 t/m 18-04-2020 | Hitnotering: 28-12-2019 t/m 18-04-2020 | Hitnotering: 28-12-2019 t/m 18-04-2020 | Hitnotering: 28-12-2019 t/m 18-04-2020 | Hitnotering: 28-12-2019 t/m 18-04-2020 | Hitnotering: 28-12-2019 t/m 18-04-2020 | Hitnotering: 28-12-2019 t/m 18-04-2020 | Hitnotering: 28-12-2019 t/m 18-04-2020 | Hitnotering: 28-12-2019 t/m 18-04-2020 | Hitnotering: 28-12-2019 t/m 18-04-2020 |
| Week:                                  | 1                                      | 2                                      | 3                                      | 4                                      | 5                                      | 6                                      | 7                                      | 8                                      | 9                                      | 10                                     | 11                                     | 12                                     | 13                                     | 14                                     | 15                                     | 16                                     | 17                                     |                                        |
| -------------------------------------- | -------------------------------------- | -------------------------------------- | -------------------------------------- | -------------------------------------- | -------------------------------------- | -------------------------------------- | -------------------------------------- | -------------------------------------- | -------------------------------------- | -------------------------------------- | -------------------------------------- | -------------------------------------- | -------------------------------------- | -------------------------------------- | -------------------------------------- | -------------------------------------- | -------------------------------------- | -------------------------------------- |
| Positie:                               | 19                                     | 7                                      | 7                                      | 6                                      | 5                                      | 5                                      | 3                                      | 5                                      | 5                                      | 7                                      | 8                                      | 9                                      | 10                                     | 10                                     | 18                                     | 21                                     | 34                                     | uit                                    |

### NederlandseSingle Top 100
| Hitnotering: 21-12-2019 t/m 30-05-2020, 13-06-2020 t/m 20-06-2020 | Hitnotering: 21-12-2019 t/m 30-05-2020, 13-06-2020 t/m 20-06-2020 | Hitnotering: 21-12-2019 t/m 30-05-2020, 13-06-2020 t/m 20-06-2020 | Hitnotering: 21-12-2019 t/m 30-05-2020, 13-06-2020 t/m 20-06-2020 | Hitnotering: 21-12-2019 t/m 30-05-2020, 13-06-2020 t/m 20-06-2020 | Hitnotering: 21-12-2019 t/m 30-05-2020, 13-06-2020 t/m 20-06-2020 | Hitnotering: 21-12-2019 t/m 30-05-2020, 13-06-2020 t/m 20-06-2020 | Hitnotering: 21-12-2019 t/m 30-05-2020, 13-06-2020 t/m 20-06-2020 | Hitnotering: 21-12-2019 t/m 30-05-2020, 13-06-2020 t/m 20-06-2020 | Hitnotering: 21-12-2019 t/m 30-05-2020, 13-06-2020 t/m 20-06-2020 | Hitnotering: 21-12-2019 t/m 30-05-2020, 13-06-2020 t/m 20-06-2020 | Hitnotering: 21-12-2019 t/m 30-05-2020, 13-06-2020 t/m 20-06-2020 | Hitnotering: 21-12-2019 t/m 30-05-2020, 13-06-2020 t/m 20-06-2020 | Hitnotering: 21-12-2019 t/m 30-05-2020, 13-06-2020 t/m 20-06-2020 | Hitnotering: 21-12-2019 t/m 30-05-2020, 13-06-2020 t/m 20-06-2020 | Hitnotering: 21-12-2019 t/m 30-05-2020, 13-06-2020 t/m 20-06-2020 | Hitnotering: 21-12-2019 t/m 30-05-2020, 13-06-2020 t/m 20-06-2020 | Hitnotering: 21-12-2019 t/m 30-05-2020, 13-06-2020 t/m 20-06-2020 | Hitnotering: 21-12-2019 t/m 30-05-2020, 13-06-2020 t/m 20-06-2020 | Hitnotering: 21-12-2019 t/m 30-05-2020, 13-06-2020 t/m 20-06-2020 | Hitnotering: 21-12-2019 t/m 30-05-2020, 13-06-2020 t/m 20-06-2020 |
| Week:                                                             | 1                                                                 | 2                                                                 | 3                                                                 | 4                                                                 | 5                                                                 | 6                                                                 | 7                                                                 | 8                                                                 | 9                                                                 | 10                                                                | 11                                                                | 12                                                                | 13                                                                | 14                                                                | 15                                                                | 16                                                                | 17                                                                | 18                                                                | 19                                                                | 20                                                                |
| ----------------------------------------------------------------- | ----------------------------------------------------------------- | ----------------------------------------------------------------- | ----------------------------------------------------------------- | ----------------------------------------------------------------- | ----------------------------------------------------------------- | ----------------------------------------------------------------- | ----------------------------------------------------------------- | ----------------------------------------------------------------- | ----------------------------------------------------------------- | ----------------------------------------------------------------- | ----------------------------------------------------------------- | ----------------------------------------------------------------- | ----------------------------------------------------------------- | ----------------------------------------------------------------- | ----------------------------------------------------------------- | ----------------------------------------------------------------- | ----------------------------------------------------------------- | ----------------------------------------------------------------- | ----------------------------------------------------------------- | ----------------------------------------------------------------- |
| Positie:                                                          | 16                                                                | 29                                                                | 13                                                                | 14                                                                | 12                                                                | 10                                                                | 8                                                                 | 5                                                                 | 7                                                                 | 11                                                                | 12                                                                | 14                                                                | 14                                                                | 17                                                                | 23                                                                | 35                                                                | 45                                                                | 48                                                                | 51                                                                | 64                                                                |
| Week:                                                             | 21                                                                | 22                                                                | 23                                                                | 24                                                                |                                                                   | 25                                                                | 26                                                                |                                                                   |                                                                   |                                                                   |                                                                   |                                                                   |                                                                   |                                                                   |                                                                   |                                                                   |                                                                   |                                                                   |                                                                   |                                                                   |
| Positie:                                                          | 65                                                                | 67                                                                | 74                                                                | 88                                                                | uit                                                               | 81                                                                | 97                                                                | uit                                                               |                                                                   |                                                                   |                                                                   |                                                                   |                                                                   |                                                                   |                                                                   |                                                                   |                                                                   |                                                                   |                                                                   |                                                                   |

### NederlandseMega Top 30
| Hitnotering: 04-01-2020 t/m 11-01-2020 | Hitnotering: 04-01-2020 t/m 11-01-2020 | Hitnotering: 04-01-2020 t/m 11-01-2020 | Hitnotering: 04-01-2020 t/m 11-01-2020 |
| Week:                                  | 1                                      | 2                                      |                                        |
| -------------------------------------- | -------------------------------------- | -------------------------------------- | -------------------------------------- |
| Positie:                               | 19                                     | 22                                     | uit                                    |

### NPO Radio 2 Top 2000
| Nummer met noteringen in de NPO Radio 2 Top 2000 | '20 | '21 | '22 | '23 | '24 |
| ------------------------------------------------ | --- | --- | --- | --- | --- |
| Ze huilt maar ze lacht                           | 356 | 293 | 535 | 629 | 838 |

1. ↑  Een vetgedrukt getal geeft de hoogste notering aan.
2. ↑  2020 was het eerste jaar met een notering voor dit nummer.

## Covers
In 2021 nam de Zuid-Afrikaanse zangeres Demi Lee Moore een cover op in het Afrikaans, Sy Huil Maar Sy Lag voor haar album Jy Ken My Naam.